# 아드난 하이다르
아드난 마흐무드 하이다르(아랍어: عدنان محمود حيدر, 1989년 8월 3일 ~)는 레바논의 축구 선수이다.